# 青葉型重巡洋艦
青葉型重巡洋艦（あおばがたじゅうじゅんようかん）は大日本帝国海軍の重巡洋艦。同型艦は2隻。

## 建造の背景
先に日本海軍において建造された古鷹型重巡洋艦は、20cm単装砲6基を有し他国の巡洋艦を圧倒したが、主砲弾の装填を半人力式としたために装填速度が遅いという欠点を抱えていた。
ワシントン海軍軍縮条約において、「補助艦艇は排水量1万トン、主砲最大20.3cm以内」と定められ、その範囲内で欠点の解消と、さらなる火力強化のために古鷹を改設計する事となった。こうして建造されたのが青葉型重巡洋艦である。

## 古鷹型との相違点
本級は基本設計が古鷹型と同じ物を使用しているために、似通った部分が多いが性能向上の為の改設計によって多少の相違が見られる。最大の相違点は古鷹型が20cm単装砲6基だったのに対して機力装填の20cm連装砲3基に改正されている事である。これにより、弾薬装填の遅さの問題は改善され、結果的に攻撃力の強化に繋がった。ただしその一方で、古鷹型より主砲散布界が広くなるという問題も生じた。これは連装砲から発射された2発の砲弾の相互干渉によるものと判明し、発射のタイミングを0.3秒ほどずらす対策がなされた。この機構はその後の日本海軍の連装以上の砲塔を持つ艦に採用されている。また古鷹型も後に連装砲塔に換装している。
さらに、竣工時から水上機用のカタパルトを装備し索敵能力の強化も図られている。

## 変遷

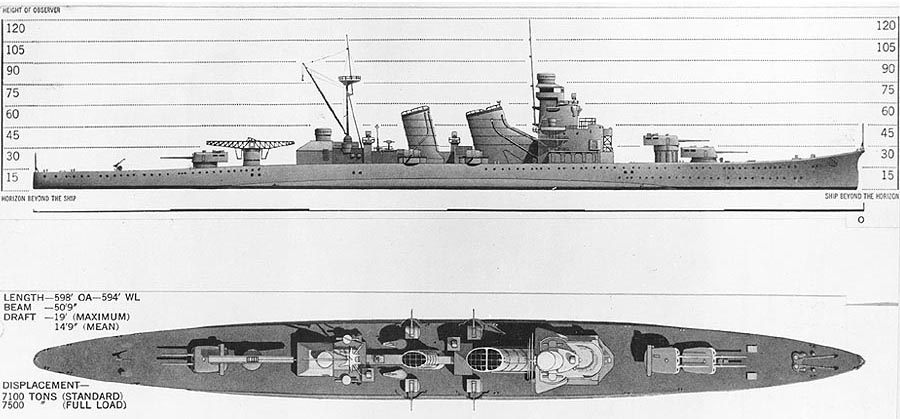
アメリカ海軍が作成した青葉型重巡洋艦の二面図

青葉型2隻はともに1937年（昭和12年）10月ころより佐世保海軍工廠で近代化改装を行った。工事完了は1940年（昭和15年）10月。工事は古鷹型に比べてより小規模のものとなった。

### 主砲
近代化改装の際に一号20cm砲（口径200mm）から二号20cm砲（口径203mm）にした。名前が変わっているが、元の200mmを3mm削り込んだだけである。これにより九一式徹甲弾が使用可能となった。

### 魚雷
竣工時は中甲板艦内に固定式の一二式舷側水上発射管を12門装備した。これは当時の魚雷がまだ上甲板からの発射に耐える強度を持っていなかったための処置である。艦内に魚雷を置く危険は当時から認識されており、近代化改装の際に上甲板に旋回式の九二式四連装発射管一型を2基装備とした。魚雷は九三式魚雷（酸素魚雷）16本に変更、次発装填装置も搭載された。改装前は八年式二号魚雷を24本搭載していた。

### 高角砲
竣工後、しばらくして波除け盾が追加装備されたのみで、近代化改装で高角砲は変更されず、2艦とも最後まで12cm単装高角砲4門だった。

### 機銃
留式7.7mm機銃 2門のみだった機銃は、近代化改装時で大幅に増強され、2番煙突周囲に25mm連装機銃 4基、艦橋前に保式13mm連装機銃 2基が装備された。1942年（昭和17年）に戦没した衣笠はこのままの状態だったと推定される。青葉は、他艦と同様に大戦後半に機銃の増備がされた。正確な装備数は明らかでないが、1944年（昭和19年）12月の時点で25mm三連装機銃9基、同連装機銃6基と推定されている。その他、25mm単装機銃も多数装備されていたと思われる。

### 機関
近代化改装では、混焼缶2基を重油専焼缶に改造するに止めた。
主機の形式は、青葉は三菱パーソンズ式タービンを、衣笠はブラウン・カーチス式タービンを最後まで搭載していた。

### 射出機
射出機（カタパルト）は衣笠が1928年（昭和3年）に呉式一号一型（空気式）を装備、日本海軍で初めての実用装備とした。青葉は翌年4月に呉式二号一型（火薬式）を装備した。衣笠はその後呉式二号一型に換装したらしい。両艦とも近代化改装において呉式二号五型に換装された。

### 電探
青葉は戦後の写真から21号電探1基、22号電探2基を前楼に装備したのが確認される。13号電探は1944年10月23日にマニラ湾で雷撃を受けた際にアンテナが落下し破壊、戦後の写真でアンテナが見られないことからそのまま修理されなかった可能性もある。

## 同型艦
- 青葉
- 衣笠